# Ruanoho
Ruanoho is een geslacht van de familie van drievinslijmvissen (Tripterygiidae).

## Taxonomie
Het geslacht kent de volgende soorten:
- Ruanoho decemdigitatus - (Clarke), 1879[3]
- Ruanoho whero Hardy, 1986

Acanthanectes · Apopterygion · Axoclinus · Bellapiscis · Blennodon · Brachynectes · Ceratobregma · Cremnochorites · Crocodilichthys · Cryptichthys · Enneanectes · Enneapterygius · Forsterygion · Gilloblennius · Helcogramma · Helcogrammoides · Karalepis · Lepidoblennius · Lepidonectes · Matanui · Norfolkia · Notoclinops · Notoclinus · Ruanoho · Springerichthys · Trianectes · Trinorfolkia · Tripterygion · Ucla xenogrammus